# Idődetektívek
Az Idődetektívek német ifjúsági krimisorozat, szerzője Fabian Lenk gyermekkönyvíró.
Három jó barátról szól, akik visszamennek az időben, hogy rejtélyeket oldjanak meg. A gyerekek utazásai sosem veszélytelenek, de a barátok elszánják magukat mindenre.
Németül 42 kötete jelent meg, ebből 2021-ig 29-et adtak ki magyarul. 24. kötetig ford. Sárossi Bogáta, 25-től ford. Izsó Zita (Scolar Kiadó, Bp., 2009–).

## Magyarra fordított részei
1. Összeesküvés a Holtak Városában: Krimi az ókori Egyiptomból; 2009
2. Marco Polo és a Titkos Szövetség: Krimi a középkori Mongóliából; 2009
3. A vikingek varázskardja: Krimi a vikingek korából; 2010
4. A Vörös Bosszúálló: Krimi az ókori Rómából; 2010
5. Drake kapitány, a királynő kalóza: Krimi a merész tengerészek korából; 2010
6. A jósda rejtélye: Krimi az ókori Görögországból; 2010
7. Kleopátra és a kobra: Krimi az ókori Egyiptomból; 2011
8. Oroszlánszívű Richárd: Krimi a lovagok korából; 2011
9. Michelangelo és a halál színe: Krimi a reneszánsz korából; 2011
10. Csalás Olümpiában: Krimi az ókori Görögországból; 2011
11. A fáraó halálának titka: Krimi az ókori Egyiptomból; 2012
12. A keresztes lovagok ezüstje: Krimi a középkorból; 2012
13. Hannibál, az elefántok ura: Krimi az ókori Rómából; 2013
14. A szamuráj esküje: Krimi a japán szamurájok korából; 2013
15. A berni csoda: Krimi az 1954-es foci vb-ről; 2014
16. Montezuma és az istenek haragja: Krimi az Azték Birodalom korából; 2014
17. Mozart és a kottatolvajok: Krimi a bécsi klasszicizmus korából; 2015
18. Caesar és a nagy összeesküvés: Krimi a Római Birodalom korából; 2015
19. Kém a Napkirály udvarában: Krimi a barokk korból; 2016
20. Leonardo da Vinci és az árulók: Krimi a reneszánsz korából; 2016
21. Shakespeare és a fekete álarcos: Krimi Shakespeare Angliájából; 2017
22. Titkos jelek Pompejiben: Krimi a római korból; 2017
23. A hamis király: Krimi a Tudorok korából; 2018
24. Aranyláz a vadnyugaton; 2018
25. Ramszesz és a merénylet a Níluson; 2019
26. Kolombusz és a lázadók; 2019
27. Az athéni arany istennő: Krimi az ókori Görögországból; 2020
28. Az utolsó lovag: Krimi a reneszánsz korából; 2021
29. Csapda a limesnél: Krimi az antik Rómából; 2021